# Freakin' It
Freakin' It è un singolo del rapper statunitense Will Smith, pubblicato il 22 marzo 2000 come terzo e ultimo estratto dal secondo album in studio Willennium.

## Tracce
CD Maxi (Europa)
1. Freakin' It – 3:59
2. Holla Back – 4:19
3. Freakin' It (House Mix) – 5:32
4. Freakin' It (House Mix Instrumental) – 5:32

## Classifiche
| Classifica (2000) | Posizione massima |
| ----------------- | ----------------- |
| Belgio (Fiandre)  | 52                |
| Belgio (Vallonia) | 32                |
| Germania          | 70                |
| Irlanda           | 33                |
| Paesi Bassi       | 60                |
| Regno Unito       | 15                |
| Stati Uniti       | 99                |
| Svizzera          | 44                |